# Glendive
Glendive is een plaats (city) in de Amerikaanse staat Montana, en valt bestuurlijk gezien onder Dawson County.

## Demografie
Bij de volkstelling in 2000 werd het aantal inwoners vastgesteld op 4729.
In 2006 is het aantal inwoners door het United States Census Bureau geschat op 4643, een daling van 86 (-1.8%).

## Geografie
Volgens het United States Census Bureau beslaat de plaats een oppervlakte van
8,7 km², waarvan 8,6 km² land en 0,1 km² water. Glendive ligt op ongeveer 623 m boven zeeniveau.

## Plaatsen in de nabije omgeving
De onderstaande figuur toont nabijgelegen plaatsen in een straal van 48 km rond Glendive.